# Die Schneegesellschaft
Die Schneegesellschaft (Originaltitel La sociedad de la nieve, internationaler englischsprachiger Titel Society of the Snow) ist ein Survival-Thriller von J. A. Bayona. Es handelt sich bei dem Filmdrama um eine Filmbiografie über die überlebenden Mitglieder der Flugkatastrophe des Fluges 571 im Jahr 1972. Die Maschine sollte eine Rugby-Mannschaft aus Uruguay nach Chile bringen, stürzte jedoch über einem Gletscher in den Anden ab. Die Schneegesellschaft basiert auf dem Roman La sociedad de la nieve von Pablo Vierci, der ein Freund und Klassenkamerad von einigen der ums Leben gekommenen Passagiere des Fluges war. Der Film feierte im September 2023 bei den Internationalen Filmfestspielen in Venedig seine Premiere, kam im Dezember 2023 in die deutschen Kinos und wurde Anfang Januar 2024 in das Programm des Streaminganbieters Netflix aufgenommen. Die Schneegesellschaft erhielt zwei Oscar-Nominierungen unter anderem als bester Internationaler Film. Im Rahmen der Verleihung des spanischen Filmpreises Goya 2024 gewann der Film 12 Auszeichnungen, darunter als bester Film und für die beste Regie.

## Handlung
Als die Mitglieder der uruguayischen Rugbymannschaft Old Christians im Jahr 1972 in Montevideo einen Flieger nach Chile besteigen, ist die Stimmung ausgelassen. Einige von ihnen verlassen Uruguay zum ersten Mal. Mitten in den Anden, im äußersten Westen Argentiniens, streift die Maschine des Fluges 571 jedoch einen Berg. Eine Tragfläche wird bei dieser Kollision abgetrennt und der Rumpf des Flugzeugs in zwei Teile gerissen. Die vordere Hälfte des Flugzeugs rutscht einen Gletscher hinunter. Als unmittelbare Folge des Absturzes sterben 12 der 45 Insassen, mehrere Überlebende erliegen ihren schweren Verletzungen in der ersten Nacht mit Temperaturen zwischen −30 °C und −40 °C, weitere sterben im weiteren Verlauf aufgrund mehrerer Lawinenabgänge.
Die Stelle, an der sie abgestürzt sind, ist für die Rettungsflugzeuge kaum einzusehen. In den Nachrichten, die sie mit einem Transistorradio hören, erfahren die Überlebenden nach zehn Tagen, dass die Suche nach ihnen abgebrochen wurde. Sie stecken 72 Tage lang in den Anden fest. Fernando Parrado, von den anderen einfach Nando genannt, ist der Erste, der erklärt, dass er hier nicht verhungern will, und schlägt vor, die im Eis konservierten Leichen als Nahrungsquelle zu nutzen. Auch wenn es unter den teils sehr religiösen Überlebenden heftige Debatten darüber gibt, ob dies Sünde ist, beginnen sie nach und nach Nandos Beispiel zu folgen.
Erst das milde Frühlingswetter erlaubt es Nando und Roberto Canessa den zehn Tage dauernden Marsch nach Chile zu beginnen, um Hilfe zu holen. Es werden schließlich 16 Überlebende gerettet.

## Produktion

### Literarische Vorlage und Filmstab

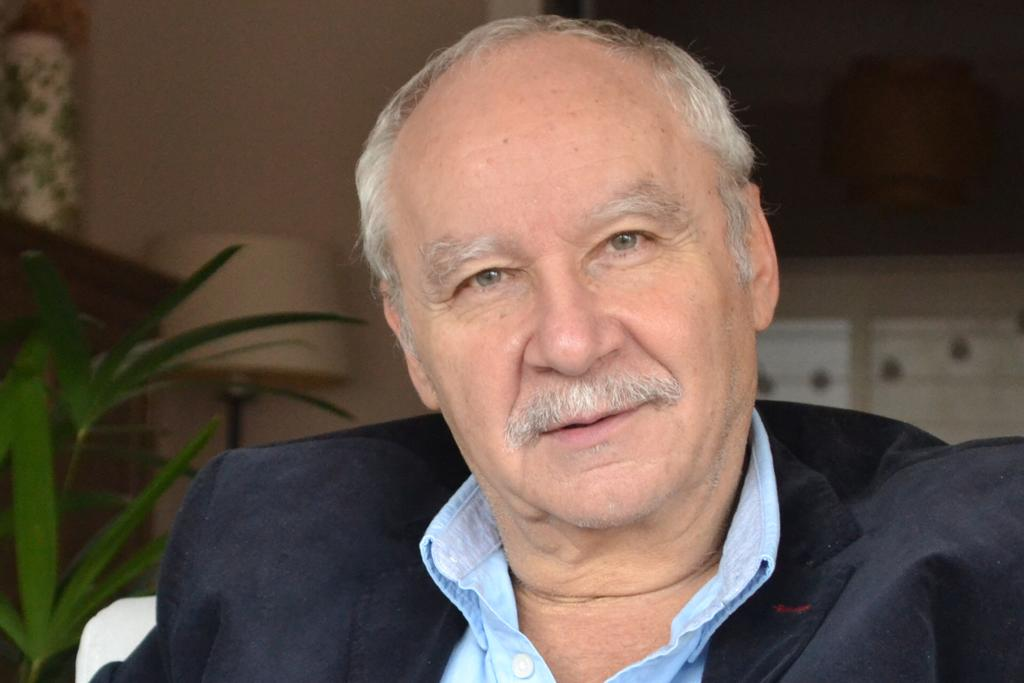
Romanautor Pablo Vierci war ein Freund und Klassenkamerad von einigen der Passagiere des Fluges 571

Der Film basiert auf dem Roman La sociedad de la nieve von Pablo Vierci, den er 36 Jahre nach dem Unglück schrieb.
Er besuchte das Stella Maris College in Montevideo, das 1955 von den Christian Brothers gegründet wurde, und war ein Freund und Klassenkamerad von einigen der Passagiere des Flugzeugs, das 1972 in den Anden abstürzte. Von insgesamt 45 Insassen überlebten 28 den Unfall, weitere acht starben zwei Wochen später in einer Lawine, die über das Wrack niederging. Die Übrigen überlebten die 72 Tage bis zu ihrer Rettung nur, weil sie vom Fleisch der Toten aßen.
Die Geschichte der Flugkatastrophe wurde bereits zuvor verfilmt, so in Überleben! von Frank Marshall. Dieser Film aus dem Jahr 1993 basiert jedoch auf dem Buch Alive: The Story of the Andes Survivors von Piers Paul Read.
Regie führte J. A. Bayona, der gemeinsam mit Bernat Vilaplana, Jaime Marques und Nicolás Casariego auch Viercis Roman für den Film adaptierte. Bayona stieß während seiner Recherchen zum Drama The Impossible über den verheerenden Tsunami, der 2004 ganze Küstenregionen rund um den Indischen Ozean verwüstete, auf das Buch und entwickelte die Story zehn Jahre lang in enger Zusammenarbeit mit Vierci.
Als er das Buch las, sei er überrascht gewesen: „Ich dachte, ich kenne die Geschichte, aber viele Details waren mir gar nicht bewusst. Als ich dann zum ersten Mal die Überlebenden traf, wurde offensichtlich, dass sie nach all den Jahren noch immer ein starkes Bedürfnis haben, die Erinnerung an ihre traumatischen Erlebnisse wachzuhalten.“
Neben der Verwendung von Viercis Roman führten die Macher des Films auch Gespräche mit den Überlebenden und den Familien der bei oder nach dem Absturz Verstorbenen. Bei jedem Todesfall unter den Überlebenden nennt Bayona in seinem Film dessen Namen und das Alter zum Zeitpunkt seines Todes.

### Besetzung und Dreharbeiten
Auf der Besetzungsliste finden sich größtenteils junge Laiendarsteller. Der Uruguayer Enzo Vogrincic spielt Numa Turcatti, das letzte Todesopfer unter den Überlebenden des Unglücks, der aufgrund einer Infektion starb. Numa Turcatti ist zudem die Erzählerstimme, die in einem inneren Monolog einzelne Dinge festhält. Der Argentinier Agustín Pardella spielt Fernando Parrado genannt „Nando“. Matías Recalt spielt Roberto Canessa. In den Rollen von Adolfo, Daniel Fernández und Eduardo Strauch sind Esteban Kukuriczka, Francisco Romero und Rafael Federman zu sehen.
Der Film wurde in Spanien, Chile, Argentinien und Uruguay gedreht, darunter an einigen Orten, an denen sich die Überlebenden der Flugkatastrophe des Fluges 571 nach dem Unglück im Jahr 1972 wirklich aufhielten. Auch an einer Skistation in Spanien entstanden Aufnahmen. Die Dreharbeiten dauerten etwa fünf Monate. Die Aufnahmen entstanden in chronologischer Reihenfolge, So hätten die Schauspieler die Entwicklung ihrer Figuren durchmachen können, so der Regisseur. Der uruguayische Kameramann Pedro Luque war in der Vergangenheit unter anderem für den vielfach ausgezeichneten Horrorfilm Don’t Breathe von Fede Álvarez tätig.

### Filmmusik und Veröffentlichung

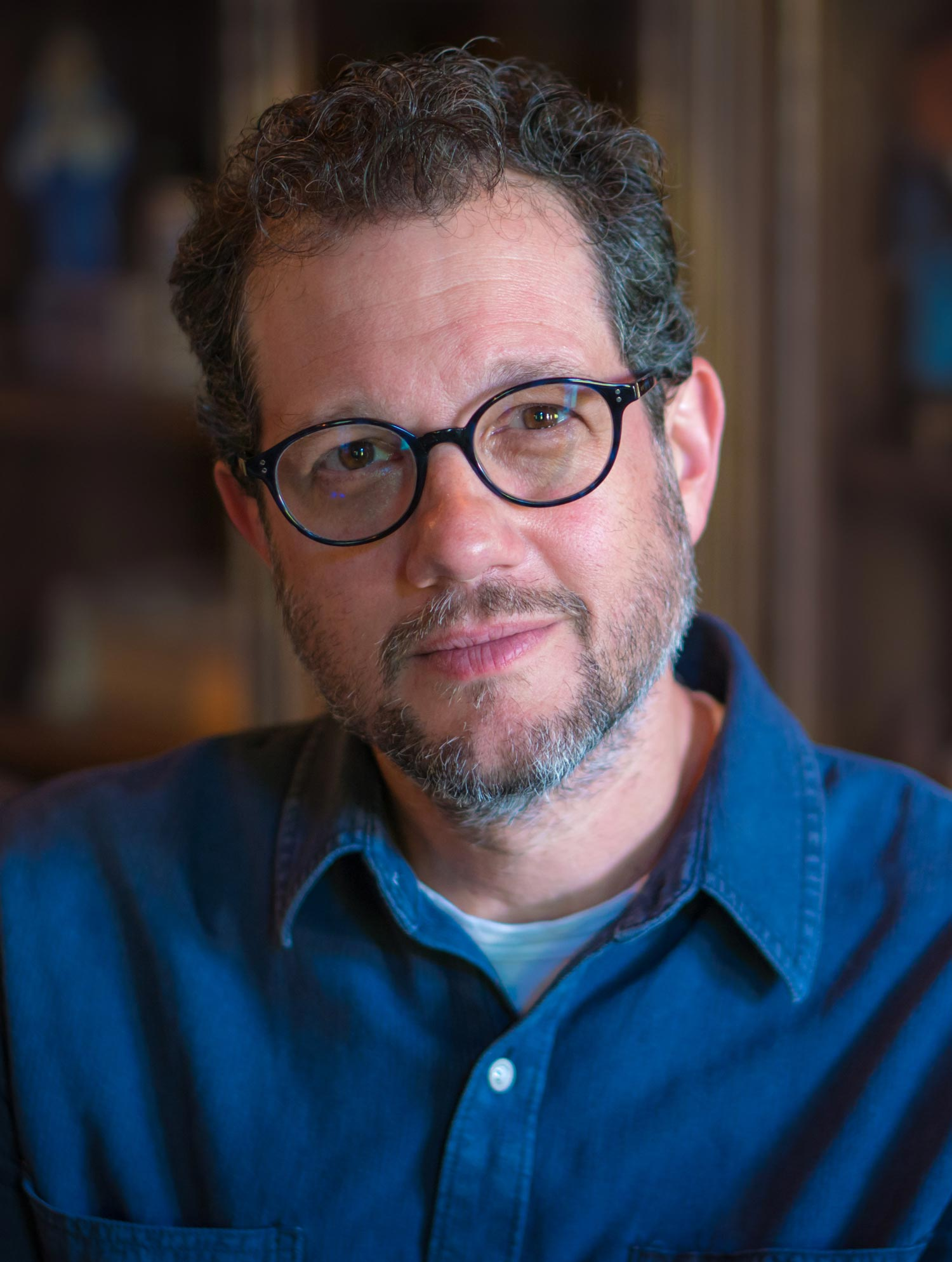
Die Filmmusik komponierte Michael Giacchino

Die Filmmusik komponierte der US-Amerikaner Michael Giacchino, der zuletzt für die Science-Fiction-Filme Spider-Man: No Way Home von Jon Watts und Jurassic World: Ein neues Zeitalter von Colin Trevorrow, The Batman von Matt Reeves und den Pixar-Film Lightyear von Angus MacLane tätig war. Das erste Musikstück mit dem Titel Found wurde kurz vor der Premiere des Films von Netflix Music als Download veröffentlicht. Im November 2023 folgte mit Andes Ascent das zweite Musikstück. Das komplette Soundtrack-Album mit insgesamt 28 Musikstücken wurde am 1. Dezember 2023 von Netflix Music veröffentlicht.
Die Weltpremiere fand am 9. September 2023 bei den Internationalen Filmfestspielen in Venedig statt, wo Society of the Snow als Abschlussfilm gezeigt wurde. Anwesend waren neben Regisseur J. A. Bayona auch der Autor Pablo Vierci, die Produzentinnen Sandra Hermida und Belén Atienza und die Schauspieler Enzo Vogrincic, Agustín Pardella und Matias Recalt. Ende September 2023 wurde der Film beim San Sebastian International Film Festival gezeigt.
Im Oktober 2023 wurde Society of the Snow beim Sitges Film Festival, beim Hamptons International Film Festival und beim AFI Fest vorgestellt.
Im November 2023 wurde der Film bei Camerimage gezeigt. Am 21. Dezember 2023 kam er in die deutschen Kinos. 
Seit 4. Januar 2024 ist der Film bei Netflix zu sehen. Im Januar 2024 wird er auch beim Palm Springs International Film Festival gezeigt.

## Deutsche Synchronisation
Folgende Synchronsprecher kann man im Film hören:
- Numa Turcatti: Nicolas Rathod
- Roberto Canessa: Tobias John von Freyend
- Nando Parrado: Karim El Kammouchi
- Gustavo Zerbino: David Brizzi
- Marcelo Pérez del Castillo: Marco Eßer
- Adolfo „Fito“ Strauch: Henning Nöhren
- Carlitos Páez: Maximilian Artajo
- Antonio „Tintín“ Vizintín: Philip Süß
- Alfredo „Pancho“ Delgado: Patrick Baehr
- José Luis „Coche“ Inciarte: Louiz El Hosri
- Arturo Nogueira: Timo Weisschnur
- Rafael „Vasco“ Echavarren: Johannes Walenta
- Ramón „Moncho“ Sabella: Carlos Fanselow
- Roy Harley: Lucas Wecker
- Daniel Maspons: David Kunze
- Javier Methol: Alexander Doering
- Liliana Navarro de Methol: Shandra Schadt
- Carlos Páez Vilaró: Alberto Ruano
- Carlos Roque: Oscar Räuker
- Francisco „Pancho“ Abal: Christian Zeiger
- Gastón Costemalle: Jan Makino
- Gustavo „Coco“ Nicolich: Freddy Antoine Gerberon

## Rezeption

### Altersfreigabe und Kritiken
In Deutschland wurde der Film von der FSK ab 16 Jahren freigegeben. In der Freigabebegründung heißt es, der Film enthalte einige dramatische Szenen und zeige drastische Verletzungen sowie Menschen, die verzweifelt und voller Angst sind. Vereinzelt komme es auch zu Todesfällen. Jugendliche ab 16 Jahren seien problemlos fähig, diese Szenen im Kontext der Geschichte zu betrachten und sie entsprechend zu verarbeiten. Gleiches gelte für das Thema Kannibalismus, das zurückhaltend und sensibel behandelt werde.

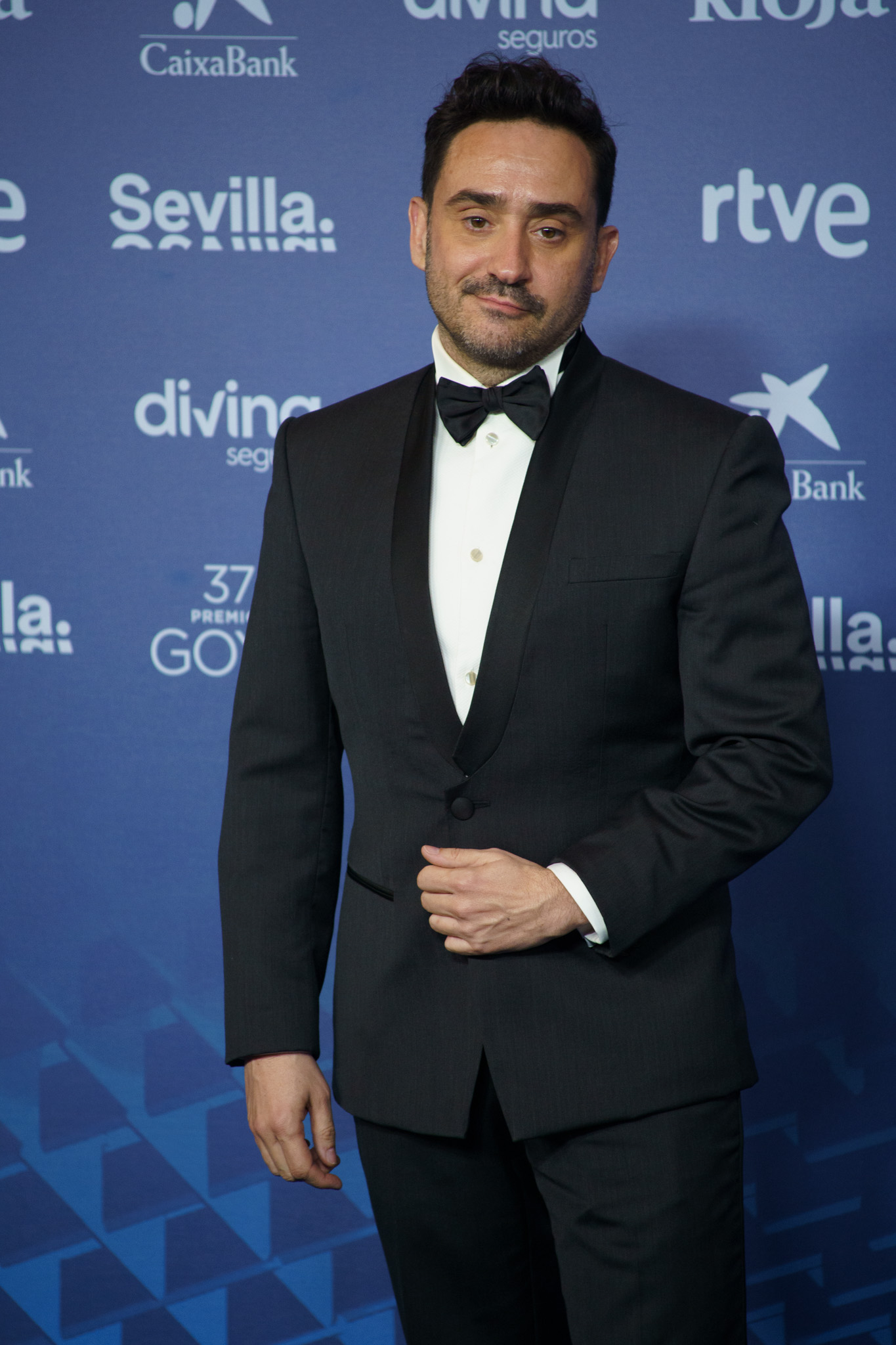
Regisseur J. A. Bayona

Von den bei Rotten Tomatoes aufgeführten Kritiken sind 91 Prozent positiv mit einer durchschnittlichen Bewertung mit 7,8 von 10 möglichen Punkten. Bei Metacritic erhielt der Film einen Metascore von 72 von 100 möglichen Punkten. Immer wieder wurde dabei die metaphysische Dimension und ein Hauch von Transzendenz bemerkt, die Regisseur J. A. Bayona in seinem Film erzeuge.
David Rooney erklärt in seiner Kritik in The Hollywood Reporter, dies werde dadurch erreicht, dass der Film sowohl den Lebenden als auch den Toten eine Stimme gibt. Eine Verbindung zwischen den Lebenden und den Toten werde zudem beispielsweise hergestellt, als ein sterbender Passagier den verbleibenden Überlebenden erlaubt, seinen Körper zu essen, damit diese überleben. Momente wie dieser würden die Gruppe zu der Gemeinschaft zusammenschweißen, wie sie im Titel des Films angedeutet wird. Weiter findet Rooney es lobenswert, dass Bayona und seine Drehbuchautoren die grausigeren Aspekte des Kannibalismus aussparen und auch auf besonders blutige, drastische Bilder verzichten. Stattdessen bleibe das Drama größtenteils psychologisch.
Barbara Schweizerhof schreibt in ihrer Kritik bei epd Film, der spanische Regisseur habe ein Gespür für die Dramatik und zugleich das nötige Feingefühl. Die Rettung der Überlebenden nach 72 Tagen inszeniere Bayona als das Wunder, als das es ihnen erschienen sein muss, samt der zwiespältigen Gefühle, die eine Tortur wie die ihre hinterlassen musste.

### Auszeichnungen
Die Schneegesellschaft wurde von Spanien als Beitrag für die Oscarverleihung 2024 als bester Internationaler Film eingereicht und auch nominiert. Eine weitere Nominierung folgte für das Beste Make-up und die besten Frisuren. Im selben Jahr gewann das Werk den nationalen Filmpreis Goya in zwölf Kategorien, darunter für den besten Film und die beste Regie. Außerdem erhielt Bayonas Regiearbeit zwei Auszeichnungen bei der Verleihung des Europäischen Filmpreises 2023 (Bestes Maskenbild, Beste visuelle Effekte).
Im Folgenden eine Auswahl von Nominierungen und Auszeichnungen.
British Academy Film Awards 2024
- Nominierung als Bester fremdsprachiger Film

Camerimage 2023
- Nominierung im Hauptwettbewerb (Pedro Luque und J. A. Bayona)[26]

Critics’ Choice Movie Awards 2024
- Nominierung für die Beste Filmmusik (Michael Giacchino)
- Nominierung als Bester fremdsprachiger Film

Europäischer Filmpreis 2023
- Auszeichnung für die Besten visuellen Effekte (Félix Bergés & Laura Pedrobest)
- Auszeichnung für das Beste Make-up und die besten Frisuren (Ana López-Puigcerver, Belén López-Puigcerver, David Martí & Montse Ribé)

Golden Globe Awards 2024
- Nominierung Bester fremdsprachiger Film

Golden Reel Awards 2024
- Auszeichnung für den Besten Tonschnitt in einem fremdsprachigen Film[27]

Goya 2024
- Auszeichnung als Bester Film
- Auszeichnung für die Beste Regie (J. A. Bayona)
- Nominierung für das Beste adaptierte Drehbuch (J. A. Bayona, Bernat Vilaplana, Jaime Marques & Nicolás Casariego)
- Auszeichnung als Bester Nachwuchsdarsteller (Matías Recalt)
- Auszeichnung für die Beste Produktionsleitung (Margarita Huguet)
- Auszeichnung für die Beste Kamera (Pedro Luque)
- Auszeichnung für den Besten Schnitt (Andrés Gil & Jaume Martí)
- Auszeichnung für die Beste Filmmusik (Michael Giacchino)
- Auszeichnung für das Beste Szenenbild (Alain Bainée)
- Auszeichnung für die Besten Kostüme (Julio Suárez)
- Auszeichnung für die Beste Maske (Ana López-Puigcerver, Belén López-Puigcerver & Montse Ribé)
- Auszeichnung für die Besten Spezialeffekte (Paul Costa, Félix Bergés & Laura Pedro)
- Auszeichnung für den Besten Ton (Jorge Adrados, Oriol Tarragó & Marc Orts)

Hollywood Music in Media Awards 2023
- Auszeichnung für die Beste Filmmusik – Independent Film in Foreign Language (Michael Giacchino)[28]

Miami Film Festival 2023
- Auszeichnung mit dem Publikumspreis[29]

Middleburg Film Festival 2023
- Auszeichnung als Bester internationaler Spielfilm[30]

Mill Valley Film Festival 2023
- Auszeichnung als Audience Favorite in der Sektion ¡Viva el cine! – Narrative[31]

NAACP Image Awards 2024
- Nominierung als Bester fremdsprachiger Film[32]

Oscarverleihung 2024
- Nominierung als Bester fremdsprachiger Film
- Nominierung für das Beste Make-up und die besten Frisuren (Ana López-Puigcerver, David Martí & Montse Ribé)

Premios Platino del Cine Iberoamericano 2024
- Auszeichnung als Bester iboamerikanischer Film (Juan Antonio Bayona)
- Auszeichnung für die Beste Regie (Juan Antonio Bayona)
- Auszeichnung als Bester Schauspieler (Enzo Vogrincic)
- Auszeichnung für die Beste Kamera (Pedro Luque)
- Auszeichnung für den Besten Filmschnitt (Jaume Martí und Andrés Gil)
- Auszeichnung für die Beste Tonregie (Oriol Tarragó, Marc Orts und Jorge Adrados)[33]

San Sebastian International Film Festival 2023
- Auszeichnung mit dem Publikumspreis[34]

Satellite Awards 2023
- Nominierung als Bester internationaler Spielfilm
- Nominierung für die Beste Filmmusik (Michael Giacchino)[35]

Saturn Awards 2025
- Nominierung als Bester internationaler Film

VES Awards 2024
- Nominierung für die Besten unterstützenden visuellen Effekte in einem fotorealistischen Spielfilm
- Nominierung für die Besten Spezialeffekte in einem fotorealistischen Spielfilm[36]